# Johann Nepomuk von Buol-Berenberg
Johann Nepomuk von Buol-Berenberg (* 8. April 1746 in Stockach; † 15. August 1813 in Bozen, Südtirol) war ein Geistlicher und Schweizer Adeliger.

## Familie
Johann Nepomuk war das neunte Kind des Johann Georg Conrad von Buol-Berenberg (1699–1750), Reichsritter und Herr zu Mühlingen, kaiserlicher Vogt und Oberregierungsrat, Oberamtsdirektor zu Stockach, und sechstes Kind der Franziska Perpetua von Hormayr von Hortenburg († 1785). 
Sein Bruder Joseph Ignaz von Buol-Berenberg und Mühlingen (1749–1817), Generalmajor, war 1809 Kommandant der österreichischen Streitkräfte in der Schlacht von Innsbruck (Schlacht am Bergisel), zusammen mit den Tirolern unter Andreas Hofer, 1814–1816 Militärkommandant in Linz, 1816–1817 Militär-Stadtkommandant zu Prag. Sein älterer Bruder Franz Anton von Buol-Berenberg (n.1733–1801) war Domherr zu Brixen, sein jüngerer Bruder Conrad Georg von Buol-Berenberg (1751–1819) war Dompropst, fürstbischöflichen Ordinariatskanzler des Fürstbischofs Karl Franz Graf zu Lodron und Konsistorial-Präsident in Brixen.
Sein Großvater Hans Andreas von Buol (1647–1708), fürstlich fürstenbergischer Rat, wurde am 11. Oktober 1707 von Kaiser Joseph I. in den Reichsritterstand, nebst allen seinen Vettern mit dem Prädicat „von Berenberg“ erhoben.

## Werdegang
Johann Nepomuk von Buol-Berenberg widmete sich dem geistlichen Stande, er studierte Theologie, promovierte, wurde Dekan des Kollegiatstifts in Bozen und dann Dekan in Kaltern. Am 9. beziehungsweise 30. April 1798 wurde er als infulierter Propst von Bozen feierlich benediziert beziehungsweise installiert, eine Würde, die Buol bis 1813 bekleidete. In den schwierigen Zeiten, als Bozen
1805 bayerisch, 1809 italienisch wurde, war Buol der Seelenhirte der schwergeprüften Stadt. Die Übergabe Bozens an Österreich erlebte der Priestergreis nicht mehr, denn er starb dort am 15. August 1813. Als der Spezialkommissär Hofstetten das Rosenkranzgebet in Bozen verbot, begab sich der von tiefer Religiosität beseelte Propst in die Privathäuser der Bürger und betete dort mit ihnen den Rosenkranz. Im Jahre 1808 musste er die Aufhebung des Kollegiatstifts erleben, am 4. Februar 1809 gewährte er dem geächteten Dekan von Lienz, Alderik Jäger, in der Propstei ein rettendes Asyl.